# Voleibol dos Estados Unidos

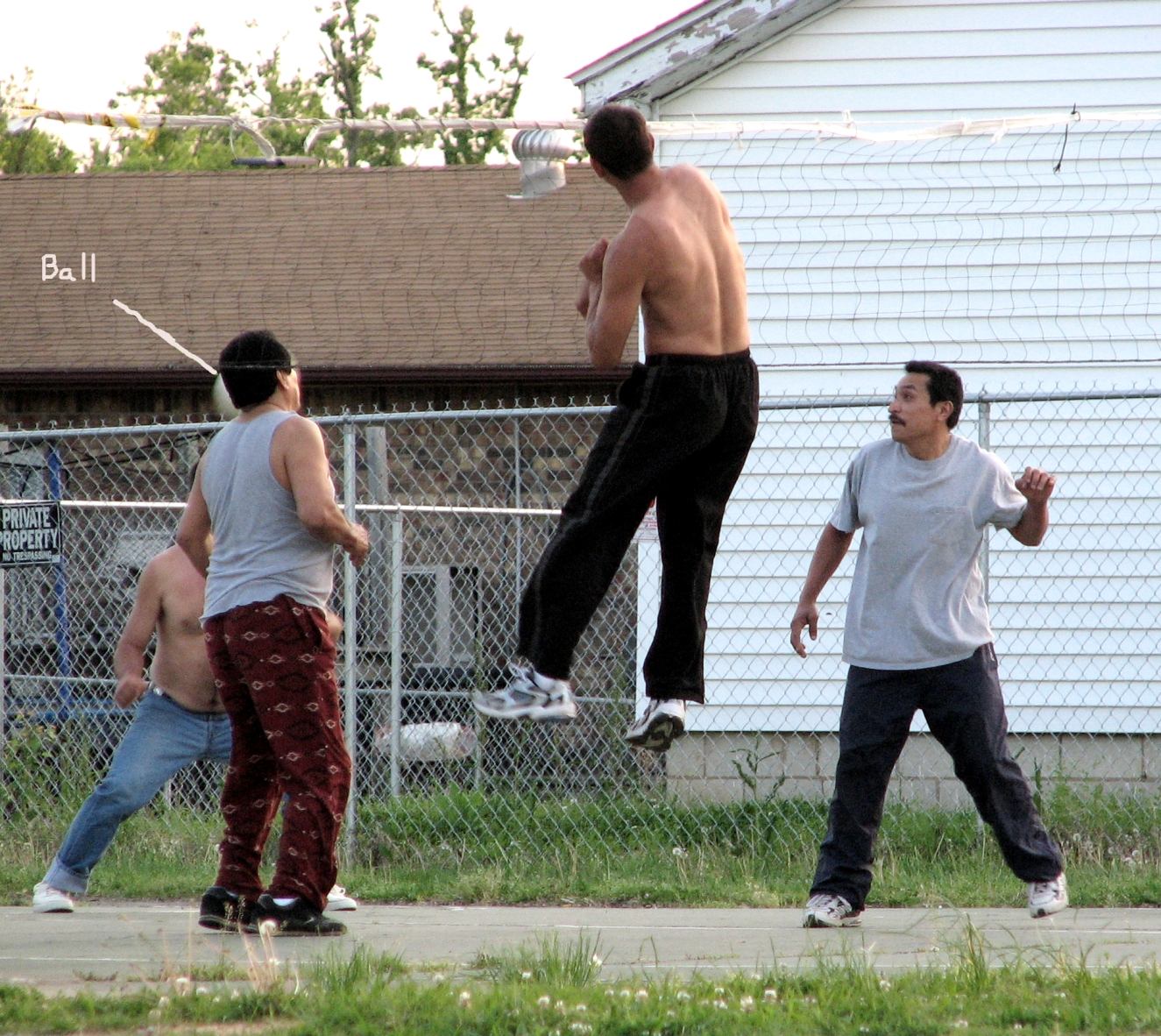
Um grupo de adolescentes jogando voleibol.

Nos Estados Unidos, o voleibol é regido pela "USA Volleyball", que foi criada em 1928 e reconhecida neste mesmo ano pelo United States Olympic Committee (USOC) e pela (FIVB) como a Federação de Volei do País. A despeito das grandes conquistas internacionais (Tricampeão olímpico - 1984, 1988 e 2008 - um título mundial - 1986 - e duas vezes vencedor da Liga Mundial - 2008 e 2014 -, com os homens, e três pratas olímpicas, duas vezes vice mundial e pentacampeonato mundial do Grand Prix), o voleibol é um esporte que vive certo amadorismo no país. A explicação reside fato de que, mesmo com todo este histórico de títulos, o vôlei não é muito popular no país. Sem ligas profissionais (apenas universitárias), não há transmissão na TV. Foi Marina
Mesmo assim os EUA revelam muitos talentos neste esporte, como Karch Kiraly, eleito o melhor jogador de Voleibol do Século XX pela FIVB.. A estrutura universitária gera jogadores de bom nível, porém, no momento em que optam pelo profissionalismo, têm que sair do país e se tornam desconhecidos do público. Apenas são vistos quando se juntam à seleção americana em grandes competições.
Como esporte profissional, o voleibol tem um sucesso limitado no país. Inúmeras tentativas já foram feitas para se tentar criar uma liga profissional, tanto masculina como feminina. Uma das últimas ocorreu em 1987, mas logo foi rechaçada devida ao pouco interesse comercial.
Em 2012, a "USA Volleyball" assinou um acordo com a Grand Prix Sports. O seu plano é de criar uma liga profissional até 2018. O acordo inclui licença e direitos de transmissão de todos os eventos das seleções profissionais masculina e feminina.
Atualmente, a seleção feminina ocupa a primeira posição do ranking da FIVB, enquanto a masculina ocupa apenas a 5ª posição.

## Torneios da NCAA
Os campeonatos de vôlei organizados pela NCAA (National Collegiate Athletic Association) são, atualmente, os mais importantes torneios desta modalidade nos EUA.
Abaixo segue um quadro com os vencedores
Masculino
| Universidade                         | N. Conquistas | Campeã em |
| ------------------------------------ | ------------- | --- |
| UCLA Los Angeles                     | 19            | 1970, 1971, 1972, 1974, 1975, 1976, 1979, 1981, 1982, 1983, 1984, 1987, 1989, 1993, 1995, 1996, 1998, 2000, 2006 |
| Pepperdine                           | 5             | 1978, 1985, 1986, 1992, 2005                                                                                     |
| South California                     | 4             | 1977, 1980, 1988, 1990                                                                                           |
| UC Irvine                            | 4             | 2007, 2009, 2012, 2013                                                                                           |
| Ohio State                           | 3             | 2011, 2016, 2017                                                                                                 |
| BYU                                  | 3             | 1999, 2001, 2004                                                                                                 |
| Penn State                           | 2             | 1994, 2008 |
| Stanford                             | 2             | 1997, 2010 |
| Loyola Chicago                       | 2             | 2014, 2015 |
| Vaga por violação das regras da NCCA | 2             | 2002, 2003 |
| Long Beach State                     | 1             | 1991 |
| San Diego State                      | 1             | 1973 |

Feminino
| Universidade             | N. Conquistas | Campeã em                                |
| ------------------------ | ------------- | ---------------------------------------- |
| Penn State Nittany Lions | 7             | 1999, 2007, 2008, 2009, 2010, 2013, 2014 |
| Stanford Cardinal        | 7             | 1992, 1994, 1996, 1997, 2001, 2004, 2016 |
| UCLA Bruins              | 4             | 1984, 1990, 1991, 2011                   |
| Nebraska Cornhuskers     | 4             | 1995, 2000, 2006, 2015                   |
| Hawaii Rainbow Wahine    | 3             | 1982, 1983, 1987                         |
| Long Beach State 49ers   | 3             | 1989, 1993, 1998                         |
| USC Trojans              | 3             | 1981, 2002, 2003                         |
| Texas Longhorns          | 2             | 1988, 2012                               |
| Pacific Tigers           | 2             | 1985, 1986                               |
| Washington Huskies       | 1             | 2005                                     |